# Вынужденная месть
«Вынужденная месть» (англ. Forced Vengeance) — кинофильм.

## Сюжет
Джош Рэндал - начальник отдела безопасности казино «Дракон» в Гонконге. Он вынужден отправиться в Лос-Анджелес, чтобы собрать долги бывших игроков владельцу казино Дэвиду Паскалю (115 000 $). Несмотря на нежелание некоторых клиентов расставаться с деньгами, Джош собирает долг и возвращается в Гонконг. Засыпая в самолёте, он переносится в прошлое, вспоминая, как пришёл в казино из армии после Вьетнама.
Вернувшись в казино, Джош с огорчением наблюдает, как Дэвид увольняет одного из дилеров, говоря, что тому ещё повезло, что он уходит с целыми руками, хоть и без штанов. После работы Рэндал ненадолго заходит в гости к основателю казино Сэму, отцу Дэвида, после чего едет вместе с подругой Клэйр на свой плавучий дом в гонконгском заливе. Спустя несколько часов, подъехав к Дракону, он останавливает ограбление.
Дэвид хочет объединиться с конкурентом Стэном Раманди, по слухам являющимся управляющим синдикатом Озирис, и уговаривает отца пойти на встречу для обсуждения слияния компаний. Но, как оказывается, Раманди просто хочет поглотить казино. Сэм с негодованием отказывается. На обратном пути Дэвид говорит Сэму, что у них просто нет другого выбора как принять предложение Стэна в связи с тяжёлым финансовым положением в последнее время. Сэм в ярости говорит сыну, что он не хочет иметь с ним больше дел. Ночью бандиты проникают к Сэму в дом и убивают там всех, кроме дочери Джой. Приехав к дому Паскалей и застав там такую картину Джош забирает Джой на плавучий дом и оставив под присмотром Клэйр, возвращается в город, собираясь идти в полицию.
По пути его арестовывают полицейские инспекторы Кек и Чэнь. Кек пытается повесить на Рэндала убийство Паскалей, но за недостатком улик отпускает его. Джош идёт на склад к своему старому приятелю по Вьетнаму Лерою. Там он вооружается автоматической винтовкой и просит приятеля присмотреть за девушками.
Джош выясняет, что за убийствами стоит глава Озириса Ку, отец Стэна. Пока он добывает эти сведения, головорезы Раманди похищают Джой, смертельно ранив при этом Лероя и изнасиловав и убив Клэйр. Рэндал захватывает одного из телохранителей Стэна и узнаёт, что Джой держат на личной яхте главы синдиката.
Пытаясь проникнуть на яхту, он сталкивается с инспектором Ченом, который сообщает ему об аресте Кека, оказавшегося человеком Раманди. Вместе они освобождают Джой. Оставив девушку на попечение раненого во время её освобождения инспектора, Джош идёт к Ку и после тяжёлого боя с телохранителями арестовывает его и доставляет к инспектору Чену, которому глава Озириса начинает давать показания.
Джой спрашивает у Рэндала, как он отнесётся к тому, что она вновь откроет «Дракон», на что он, улыбаясь, риторически замечает ей: «а разве ты не Паскаль?».

## В ролях
- Чак Норрис — Джош Рэндал
- Мари Луиза Веллер — Клэйр Боннер
- Камилла Григз — Джой Паскаль
- Майкл Кавана — Стен Раманди
- Давид Опатошу — Сэм Паскаль
- Фрэнк Майкл Лю — Дэвид Паскаль
- Боб Майнор — Лерой Найсли
- Ллойд Кино — инспектор Чэнь
- Джимми Шейв — инспектор Кек
- Питер Джи — Саймон Ку
- Сэйдзи Сакагути — Кэм